# 地质力学
地质力学是一門通過力学原理研究地球地壳構造和地壳运动的学科，也可以視為地质学同力学相结合的學科。地质力学下的两个主要学科分別是土力学和岩石力學。 